# 因弗洛希
因弗洛希（英语：Inverlochy；苏格兰盖尔语：Inbhir Lochaidh），是英国苏格兰高地行政区的一个村，位于威廉堡以北。因弗洛希建于1920年代，由英国铝业公司为解决工人住宿而建立。